# Tả Vân
Tả Vân (chữ Hán giản thể: 左云县, âm Hán Việt: Tả Vân huyện) là một huyện thuộc thành phố Đại Đồng, tỉnh Sơn Tây, Cộng hòa Nhân dân Trung Hoa. Huyện Tả Vân có diện tích 1314 km², dân số năm 2002 là 140.000 người. Huyện Tả Vân được chia thành các đơn vị hành chính gồm 3 trấn, 6 hương.
- Trấn: Vân Hưng, Điếm Loan, Thước Nhi Sơn.
- Hương: Tam Truân, Trương Gia Trường, Tiểu Kinh Trang, Quản Gia Bảo, Mã Đạo Đầu, Thủy Diêu.

## Climate
| Dữ liệu khí hậu của Tả Vân, elevation 1.336 m (4.383 ft), (1991–2020 normals, extremes 1981–2010) | Dữ liệu khí hậu của Tả Vân, elevation 1.336 m (4.383 ft), (1991–2020 normals, extremes 1981–2010) | Dữ liệu khí hậu của Tả Vân, elevation 1.336 m (4.383 ft), (1991–2020 normals, extremes 1981–2010) | Dữ liệu khí hậu của Tả Vân, elevation 1.336 m (4.383 ft), (1991–2020 normals, extremes 1981–2010) | Dữ liệu khí hậu của Tả Vân, elevation 1.336 m (4.383 ft), (1991–2020 normals, extremes 1981–2010) | Dữ liệu khí hậu của Tả Vân, elevation 1.336 m (4.383 ft), (1991–2020 normals, extremes 1981–2010) | Dữ liệu khí hậu của Tả Vân, elevation 1.336 m (4.383 ft), (1991–2020 normals, extremes 1981–2010) | Dữ liệu khí hậu của Tả Vân, elevation 1.336 m (4.383 ft), (1991–2020 normals, extremes 1981–2010) | Dữ liệu khí hậu của Tả Vân, elevation 1.336 m (4.383 ft), (1991–2020 normals, extremes 1981–2010) | Dữ liệu khí hậu của Tả Vân, elevation 1.336 m (4.383 ft), (1991–2020 normals, extremes 1981–2010) | Dữ liệu khí hậu của Tả Vân, elevation 1.336 m (4.383 ft), (1991–2020 normals, extremes 1981–2010) | Dữ liệu khí hậu của Tả Vân, elevation 1.336 m (4.383 ft), (1991–2020 normals, extremes 1981–2010) | Dữ liệu khí hậu của Tả Vân, elevation 1.336 m (4.383 ft), (1991–2020 normals, extremes 1981–2010) | Dữ liệu khí hậu của Tả Vân, elevation 1.336 m (4.383 ft), (1991–2020 normals, extremes 1981–2010) |
| Tháng                                                                                             | 1                                                                                                 | 2                                                                                                 | 3                                                                                                 | 4                                                                                                 | 5                                                                                                 | 6                                                                                                 | 7                                                                                                 | 8                                                                                                 | 9                                                                                                 | 10                                                                                                | 11                                                                                                | 12                                                                                                | Năm                                                                                               |
| ------------------------------------------------------------------------------------------------- | ------------------------------------------------------------------------------------------------- | ------------------------------------------------------------------------------------------------- | ------------------------------------------------------------------------------------------------- | ------------------------------------------------------------------------------------------------- | ------------------------------------------------------------------------------------------------- | ------------------------------------------------------------------------------------------------- | ------------------------------------------------------------------------------------------------- | ------------------------------------------------------------------------------------------------- | ------------------------------------------------------------------------------------------------- | ------------------------------------------------------------------------------------------------- | ------------------------------------------------------------------------------------------------- | ------------------------------------------------------------------------------------------------- | ------------------------------------------------------------------------------------------------- |
| Cao kỉ lục °C (°F)                                                                                | 10.2 (50.4)                                                                                       | 18.3 (64.9)                                                                                       | 23.7 (74.7)                                                                                       | 32.5 (90.5)                                                                                       | 32.8 (91.0)                                                                                       | 38.1 (100.6)                                                                                      | 38.1 (100.6)                                                                                      | 33.5 (92.3)                                                                                       | 33.3 (91.9)                                                                                       | 26.4 (79.5)                                                                                       | 19.6 (67.3)                                                                                       | 13.6 (56.5)                                                                                       | 38.1 (100.6)                                                                                      |
| Trung bình ngày tối đa °C (°F)                                                                    | −3.9 (25.0)                                                                                       | 0.7 (33.3)                                                                                        | 7.5 (45.5)                                                                                        | 15.6 (60.1)                                                                                       | 21.8 (71.2)                                                                                       | 26.1 (79.0)                                                                                       | 27.5 (81.5)                                                                                       | 25.6 (78.1)                                                                                       | 20.8 (69.4)                                                                                       | 13.7 (56.7)                                                                                       | 5.0 (41.0)                                                                                        | −2.3 (27.9)                                                                                       | 13.2 (55.7)                                                                                       |
| Trung bình ngày °C (°F)                                                                           | −10.9 (12.4)                                                                                      | −6.7 (19.9)                                                                                       | 0.2 (32.4)                                                                                        | 8.2 (46.8)                                                                                        | 14.8 (58.6)                                                                                       | 19.2 (66.6)                                                                                       | 21.1 (70.0)                                                                                       | 19.2 (66.6)                                                                                       | 13.8 (56.8)                                                                                       | 6.6 (43.9)                                                                                        | −1.7 (28.9)                                                                                       | −8.8 (16.2)                                                                                       | 6.2 (43.3)                                                                                        |
| Tối thiểu trung bình ngày °C (°F)                                                                 | −16.1 (3.0)                                                                                       | −12.5 (9.5)                                                                                       | −5.9 (21.4)                                                                                       | 1.3 (34.3)                                                                                        | 7.4 (45.3)                                                                                        | 12.4 (54.3)                                                                                       | 15.3 (59.5)                                                                                       | 13.6 (56.5)                                                                                       | 8.0 (46.4)                                                                                        | 1.1 (34.0)                                                                                        | −6.7 (19.9)                                                                                       | −13.7 (7.3)                                                                                       | 0.3 (32.6)                                                                                        |
| Thấp kỉ lục °C (°F)                                                                               | −29.6 (−21.3)                                                                                     | −26.6 (−15.9)                                                                                     | −21.9 (−7.4)                                                                                      | −21.4 (−6.5)                                                                                      | −6.1 (21.0)                                                                                       | 0.9 (33.6)                                                                                        | 8.0 (46.4)                                                                                        | 4.0 (39.2)                                                                                        | −2.2 (28.0)                                                                                       | −11.8 (10.8)                                                                                      | −24.0 (−11.2)                                                                                     | −27.4 (−17.3)                                                                                     | −29.6 (−21.3)                                                                                     |
| Lượng Giáng thủy trung bình mm (inches)                                                           | 2.8 (0.11)                                                                                        | 4.2 (0.17)                                                                                        | 9.5 (0.37)                                                                                        | 22.9 (0.90)                                                                                       | 37.8 (1.49)                                                                                       | 52.5 (2.07)                                                                                       | 101.6 (4.00)                                                                                      | 94.5 (3.72)                                                                                       | 56.4 (2.22)                                                                                       | 25.5 (1.00)                                                                                       | 9.1 (0.36)                                                                                        | 2.4 (0.09)                                                                                        | 419.2 (16.5)                                                                                      |
| Số ngày giáng thủy trung bình (≥ 0.1 mm)                                                          | 2.6                                                                                               | 3.2                                                                                               | 4.1                                                                                               | 4.8                                                                                               | 7.2                                                                                               | 11.0                                                                                              | 12.8                                                                                              | 12.0                                                                                              | 9.1                                                                                               | 6.0                                                                                               | 3.7                                                                                               | 3.0                                                                                               | 79.5                                                                                              |
| Số ngày tuyết rơi trung bình                                                                      | 4.3                                                                                               | 5.0                                                                                               | 5.2                                                                                               | 2.1                                                                                               | 0.1                                                                                               | 0                                                                                                 | 0                                                                                                 | 0                                                                                                 | 0                                                                                                 | 1.2                                                                                               | 4.6                                                                                               | 4.8                                                                                               | 27.3                                                                                              |
| Độ ẩm tương đối trung bình (%)                                                                    | 55                                                                                                | 49                                                                                                | 42                                                                                                | 38                                                                                                | 40                                                                                                | 51                                                                                                | 64                                                                                                | 68                                                                                                | 63                                                                                                | 56                                                                                                | 54                                                                                                | 54                                                                                                | 53                                                                                                |
| Số giờ nắng trung bình tháng                                                                      | 198.0                                                                                             | 197.5                                                                                             | 236.8                                                                                             | 256.1                                                                                             | 273.9                                                                                             | 254.0                                                                                             | 243.6                                                                                             | 238.0                                                                                             | 219.4                                                                                             | 219.4                                                                                             | 190.5                                                                                             | 186.0                                                                                             | 2.713,2                                                                                           |
| Phần trăm nắng có thể                                                                             | 66                                                                                                | 65                                                                                                | 64                                                                                                | 64                                                                                                | 61                                                                                                | 57                                                                                                | 54                                                                                                | 57                                                                                                | 59                                                                                                | 64                                                                                                | 65                                                                                                | 64                                                                                                | 62                                                                                                |
| Nguồn: China Meteorological Administration                                                        |                                                                                                   |                                                                                                   |                                                                                                   |                                                                                                   |                                                                                                   |                                                                                                   |                                                                                                   |                                                                                                   |                                                                                                   |                                                                                                   |                                                                                                   |                                                                                                   |                                                                                                   |